# Scleropauropus prunilis
Scleropauropus prunilis är en mångfotingart som beskrevs av Ulf Scheller 1970. Scleropauropus prunilis ingår i släktet hårdfåfotingar, och familjen fåfotingar. Inga underarter finns listade i Catalogue of Life.